# Occidryas wallacensis
Occidryas wallacensis är en fjärilsart som beskrevs av Gunder 1928. Occidryas wallacensis ingår i släktet Occidryas och familjen praktfjärilar. Inga underarter finns listade i Catalogue of Life.